# Janus Friis
Janus Friis (født 26. juni 1976 i København) er en dansk iværksætter, der er bedst kendt for at være medstifter af fildelingstjenesten KaZaA og P2P-telefonapplikationen Skype.
Friis og hans svenske forretningspartner Niklas Zennström solgte Skype til eBay for 18 mia. kr. i 2005, men med mulighed for en indtjening helt op til 25 mia. kr., alt afhængig af Skypes vækst. Skype blev i 2011 solgt til Microsoft for 44 milliarder kroner.

## Privatliv
Han var forlovet med Aura Dione fra 2011 til april 2015. Bruddet gik ikke stille af, da Janus Friis efterfølgende sagsøgte Aura for 6.65 millioner som dækker over gaver, forlovelsesring og en Københavnerlejlighed.
Der er nu indgået et forlig.